# 越南箏

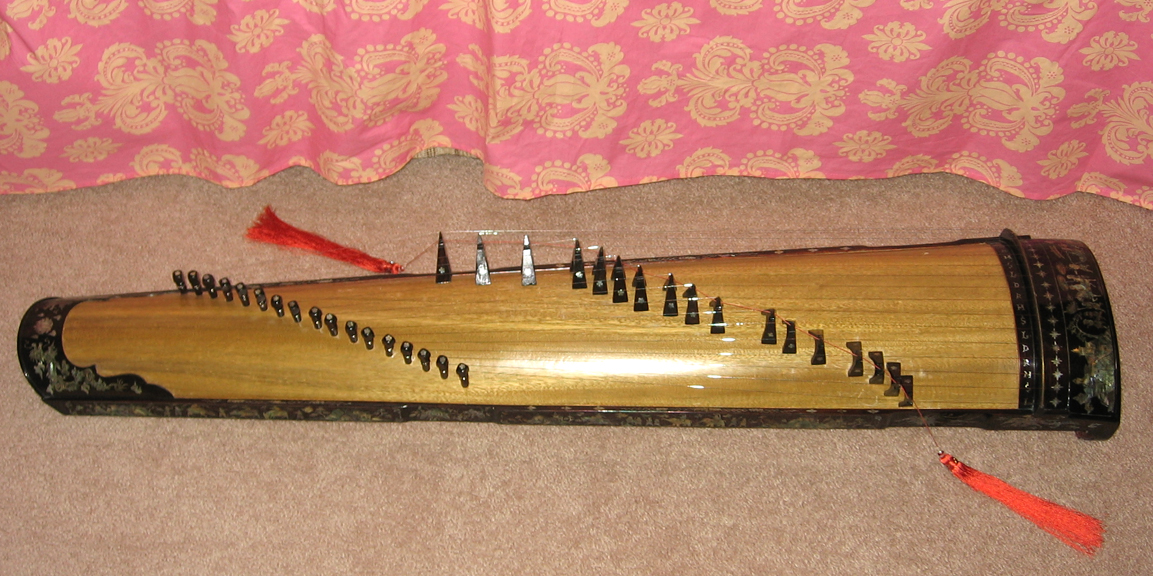
越南箏

越南箏（越南语：／），又名彈箏，是越南的筝，是越南的一种传统乐器。筝体为木制，弦为钢弦，弦柱为倒V形，支撑每根弦。
古代的彈箏为16弦，故有一个别名是「彈十六」（đàn thập lục），不过彈箏大师阮永寶（Nguyễn Vĩnh Bảo、出生於1918年）於1950年代中期将这种乐器改制为17弦，使彈箏在越南大大普及，越来越多地用於各种演奏形式中，现在的古筝也有十九弦、二十一弦、二十二弦和二十四弦、二十六弦根线的。
越南箏源自於中國的古箏和瑟，与日本的日本筝,朝鲜的伽倻琴,
琉球的琉球箏、蒙古的雅托噶和哈萨克的Zhetigen都有关联。与古筝的主要区别在於其有2排弦柱，而古筝只有1排弦柱。
早先越南筝应该是宫廷音乐当中使用的乐器，但后来由于音色优美，传入民间之后用于自行弹唱或者独奏。

## 历史
潮州传统筝有16根琴弦和锥形琴体，主要在中国南方地区使用，可追溯到明朝后期。潮州筝(清代的筝）在阮朝时期传入越南，由越南人本土化。在宋末，因中原地区人口迁移至潮汕而引进。而后在明朝时期，桑图尔 流入中国，并在中国开始发展流行（之后逐渐演变为的民族乐器称为扬琴，当时称为洋琴）。
潮汕古筝在借鉴桑图尔的制式之后逐渐改丝弦为钢丝弦，弦数逐渐由13弦增至16弦，扎弦调音法改为绕柱调音法。桑图尔的弦长由高音到低音是从短到长的，这与中国早期古筝制式不符，后为了适应这一问题，逐渐改直岳山式为直斜绕柱式。
对于潮州筝本身真正的外观形制，则是参考了仲尼式古琴的外观，至于为什么潮州筝的弧度大，原因也是因为根据古琴的尺寸，如果要塞下16根琴弦，弦距会太小，远远不够手指演奏，所以在原有古琴的弧度上又增加了弧度，以便16根琴弦能够正好塞下。而为什么会是16根琴弦的原因，可能是早期的洋琴是7或8排码子，可以同时有14或16个音出现，从而有了这个数字的筝。
到19世纪后期，越南筝不仅共享了中国潮州古筝的设计，而且古典 越南筝曲目中的一些曲目与中国潮州筝传统中发现的曲目完全相同。值得一提的是，也有可能这一时期的一些 越南筝演奏者实际上使用的乐器是在广州而非越南的工厂生产的。
民国至新中国成立前后，台湾也开始生产潮州筝，外形类似潮州筝与越南筝的结合体，长度为112-120cm，筝体面板上清漆。因上了漆，所以筝的音色保存到现在还是非常清亮（而内地做的潮州筝因没有漆的保护，仅仅七八十年面板就已腐蚀严重，音色走样）

## 外形
彈箏的琴体长110厘米，木制，窄身，表面凸圆，并涂上华丽的装饰漆或镶嵌珍珠母，并有16对可移动的弦柱用於调音和支撑，弦柱为木制或覆有铜层的骨制。弦为钢制，粗细不一，按照五声调式调音。演奏者会戴上金属、塑料或玳瑁制成的指套来拨弦演奏，大小形制类似于我国的潮州筝。
彈箏有3种，古代的彈箏或称彈十六为16弦，现代的彈箏为17弦，琴体较古者稍大。这一乐器的音域为3个八度，从C至C3。越南Saigon Conservatory of Drama and Music的前教授阮永寶对彈箏进行了发展，制成了一种新型制，有19,21, 24弦，具有更广阔的音域。

## 演奏风格
彈箏音乐的风格一般是轻松欢快的，常作为独奏乐器，但也用於配乐诗朗诵或越南改良剧的伴奏中，有时也会被交响乐团或室内乐队使用。

## 技法

### 右手技法
右手主要是拨弦，左手加装饰音。在传统音乐中，演奏者会用两三根手指拨弦，而在现在音乐中，演奏者可能会用四五根手纸拨弦。演奏会常会同时拨八度音阶关系的两根弦，通常会用琶音演奏和弦。

### 左手技法
左手技法对於乐曲的悦耳性是必不可少的。左手常会添加装饰音。弯音等多种技法用於表达不同的情绪。一些技艺高超的演奏者会使用左手拨弦演奏音，同时用右手产生较大的和弦。左手较少颤音和滑音，其音色与中国的潮州筝有着相似之处。传统越南筝曲一般使用工尺谱记谱，现年青一代的演奏家多用五线谱，代表